# 名古屋市立宝小学校
名古屋市立宝小学校（なごやしりつ たからしょうがっこう）は、愛知県名古屋市南区中割町にある公立小学校。

## 歴史

### 沿革
- 1957年（昭和32年）6月1日 - 名古屋市立大生小学校分校として開校。
- 1959年（昭和34年）4月1日 - 名古屋市立宝小学校として独立。
- 1959年（昭和34年）9月26日 - 伊勢湾台風。児童68名が死亡、床上浸水173cm。
- 1961年（昭和36年） - プール竣工。
- 1984年（昭和59年） - 宝小学校分校を設置。
- 1986年（昭和61年） - 分校を名古屋市立宝南小学校として分離。

### 児童数の変遷
『愛知県小中学校誌』（1998年）によると、児童数の変遷は以下の通りである。
| 1959年（昭和34年） | 1,550人 |  |
| 1967年（昭和42年） | 1,672人 |  |
| 1977年（昭和52年） | 1,477人 |  |
| 1987年（昭和62年） | 735人   |  |
| 1997年（平成9年）  | 506人   |  |

## 通学区域
- 名古屋市南区
  - 北頭町、中割町、浜中町3丁目、宝生町、前浜通1丁目（一部）、弥次ヱ町

※ 卒業生は基本的に名古屋市立南光中学校へ進学する。

## 周辺
校区西寄りは臨海工業地帯。貨物専用の名古屋臨海鉄道が工業地帯へ向け東西に走っている。
- 名古屋浜田郵便局
- 国道23号（名四国道）
- 国道247号

## アクセス
- 名鉄常滑線 大江駅から南東へ600m
- 名古屋市営バス 宝生町バス停から東へ300m